# Индиговый овсянковый кардинал
Инди́говый овся́нковый кардина́л (лат. Passerina cyanea) — североамериканская певчая птица из семейства кардиналовых.

## Описание
Индиговый овсянковый кардинал достигает длины 11,5—15 см и массы 11,2 до 21,4 г; размах крыльев варьирует от18 до 23 см. Выражен половой диморфизм. В брачном наряде у окрашенного в синий цвет самца тёмный хвост, тёмные с синей каймой перья крыльев и чёрная полоса уздечки. В зимнем оперении имеет перья с синей каймой и белёсые живот и низ хвоста. У самки бурое оперение с четкими полосами на груди и жёлто-коричневыми полосами на крыльях. Призывный крик — резкое «цик».

## Распространение
Летом обитает в юго-восточной Канаде и восточной половине США, где заселяет открытые, светлые леса. Зимует в Вест-Индии и в Центральной Америке. На Британских островах встречаются сбежавшие с неволи особи.

## Поведение
Индиговый овсянковый кардинал ищет пищу на земле, на кустах и деревьях. В состав рациона входят семена, почки, ягоды, насекомые и пауки. По прошествии периода гнездования стаи птиц отправляются на юг, ориентируясь по звёздам.

## Размножение
Гнездо в форме чаши строит из листьев, веток и травы в большинстве случаев ближе к земле на низких кустах или деревьях, выстилая его тонкими растительными волокнами, перьями и шерстью животных. Кладка состоит из 3—4 бледно-голубых яиц. В западной области распространения индиговый овсянковый кардинал спаривается также с лазурным овсянковым кардиналом.